# Coppa di Turchia 2013-2014 (pallavolo maschile)
La Coppa di Turchia di pallavolo maschile 2013-2014 si è svolta dal 19 novembre 2013 al 13 aprile 2014: al torneo hanno partecipato 8 squadre di club turche e la vittoria finale è andata per la quinta volta, la seconda consecutiva, allo Halk Bankası Spor Kulübü.

## Regolamento
Alla competizione prendono parte le migliori 8 classificate della Voleybolun 1.Ligi al termine del girone di andata di regular season. I quarti di finale si svolgono in gare di andata e ritorno. Le quattro formazioni che superano il turno accedono alla Final Four, che si svolge con la formula del round-robin.

## Squadre partecipanti
- Arkas
- Fenerbahçe
- Galatasaray
- Gümüşhane Torul
- Halkbank
- İstanbul BB
- Maliye Milli Piyango
- Ziraat Bankası

## Torneo

### Quarti di finale

#### Andata
| 19 novembre 2013 - ore 16:30 Haldun Alagaş Spor Salonu, Istanbul | İstanbul BB     | 3 - 1 | Galatasaray          | 25-21, 21-25, 25-19, 25-22 |
| 20 novembre 2013 - ore 15:00 Torul Spor Salonu, Gümüşhane        | Gümüşhane Torul | 1 - 3 | Maliye Milli Piyango | 28-30, 28-26, 24-26, 25-27 |
| 20 novembre 2013 - ore 19:00 Başkent Voleybol Salonu, Ankara     | Ziraat Bankası  | 1 - 3 | Halkbank             | 17-25, 25-23, 11-25, 12-25 |
| 19 febbraio 2014 - ore 16:30 Burhan Felek Spor Salonu, Istanbul  | Fenerbahçe      | 3 - 1 | Arkas                | 25-23, 25-23, 23-25, 25-23 |

#### Ritorno
| 20 febbraio 2014 - ore 18:00 Burhan Felek Spor Salonu, Istanbul | Galatasaray          | 3 - 2 | İstanbul BB     | 25-16, 23-25, 18-25, 25-19, 15-11 |
| 19 febbraio 2014 - ore 17:00 Başkent Voleybol Salonu, Ankara    | Maliye Milli Piyango | 3 - 1 | Gümüşhane Torul | 25-19, 25-16, 22-25, 25-23        |
| 19 febbraio 2014 - ore 19:00 Başkent Voleybol Salonu, Ankara    | Halkbank             | 3 - 0 | Ziraat Bankası  | 25-21, 25-13, 28-26               |
| 20 marzo 2014 - ore 17:00 Atatürk Spor Salonu, Smirne           | Arkas                | 3 - 2 | Fenerbahçe      | 25-22, 25-21, 16-25, 15-25, 15-9  |

### Final-four

#### Risultati
| 11 aprile 2014 - ore 13:00 Atatürk Spor Salonu, Smirne | Fenerbahçe           | 3 - 0 | Maliye Milli Piyango | 25-23, 25-23, 25-20               |
| 11 aprile 2014 - ore 17:00 Atatürk Spor Salonu, Smirne | Halkbank             | 3 - 2 | İstanbul BB          | 25-21, 21-25, 25-17, 25-27, 15-11 |
| 12 aprile 2014 - ore 13:00 Atatürk Spor Salonu, Smirne | Maliye Milli Piyango | 0 - 3 | Halkbank             | 21-25, 22-25, 21-25               |
| 12 aprile 2014 - ore 17:00 Atatürk Spor Salonu, Smirne | İstanbul BB          | 1 - 3 | Fenerbahçe           | 21-25, 16-25, 27-25, 20-25        |
| 13 aprile 2014 - ore 12:00 Atatürk Spor Salonu, Smirne | İstanbul BB          | 2 - 3 | Maliye Milli Piyango | 25-22, 28-30, 25-20, 18-25, 10-15 |
| 13 aprile 2014 - ore 16:00 Atatürk Spor Salonu, Smirne | Fenerbahçe           | 2 - 3 | Halkbank             | 24-26, 25-17, 25-21, 21-25, 9-15  |

#### Classifica
| Pos. | Squadra              | Pt | G | V | P | SV | SP | Ratio | PF  | PS  | Ratio |
| ---- | -------------------- | -- | - | - | - | -- | -- | ----- | --- | --- | ----- |
| 1    | Halkbank             | 7  | 3 | 3 | 0 | 9  | 4  | 2.250 | 290 | 269 | 1.078 |
| 2    | Fenerbahçe           | 7  | 3 | 2 | 1 | 8  | 4  | 2.000 | 279 | 254 | 1.098 |
| 3    | İstanbul BB          | 2  | 3 | 1 | 2 | 3  | 8  | 0.375 | 242 | 256 | 0.945 |
| 4    | Maliye Milli Piyango | 2  | 3 | 0 | 3 | 5  | 9  | 0.555 | 291 | 323 | 0.900 |